# Beechcraft King Air

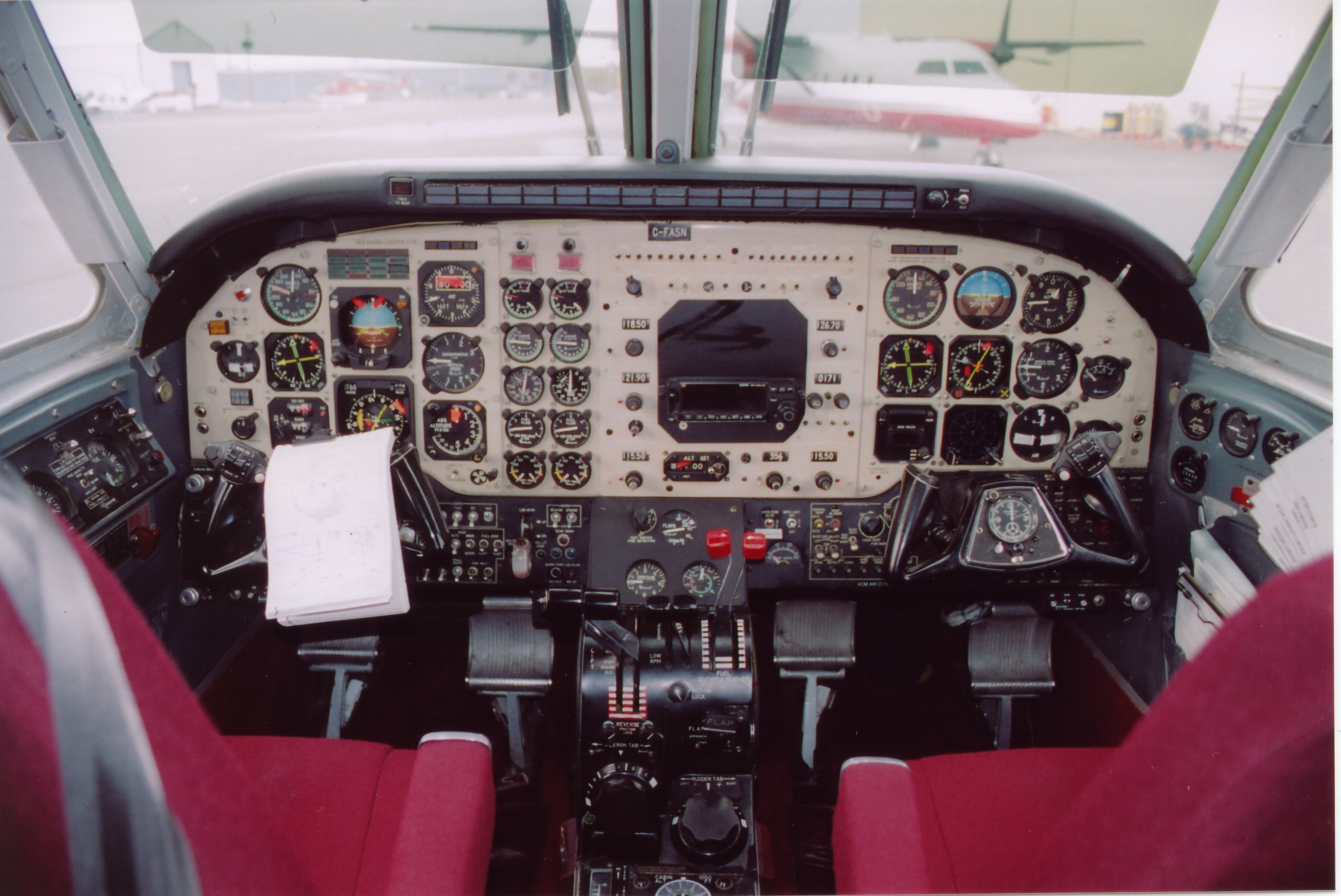
Instrument Panel einer Beechcraft King Air 100

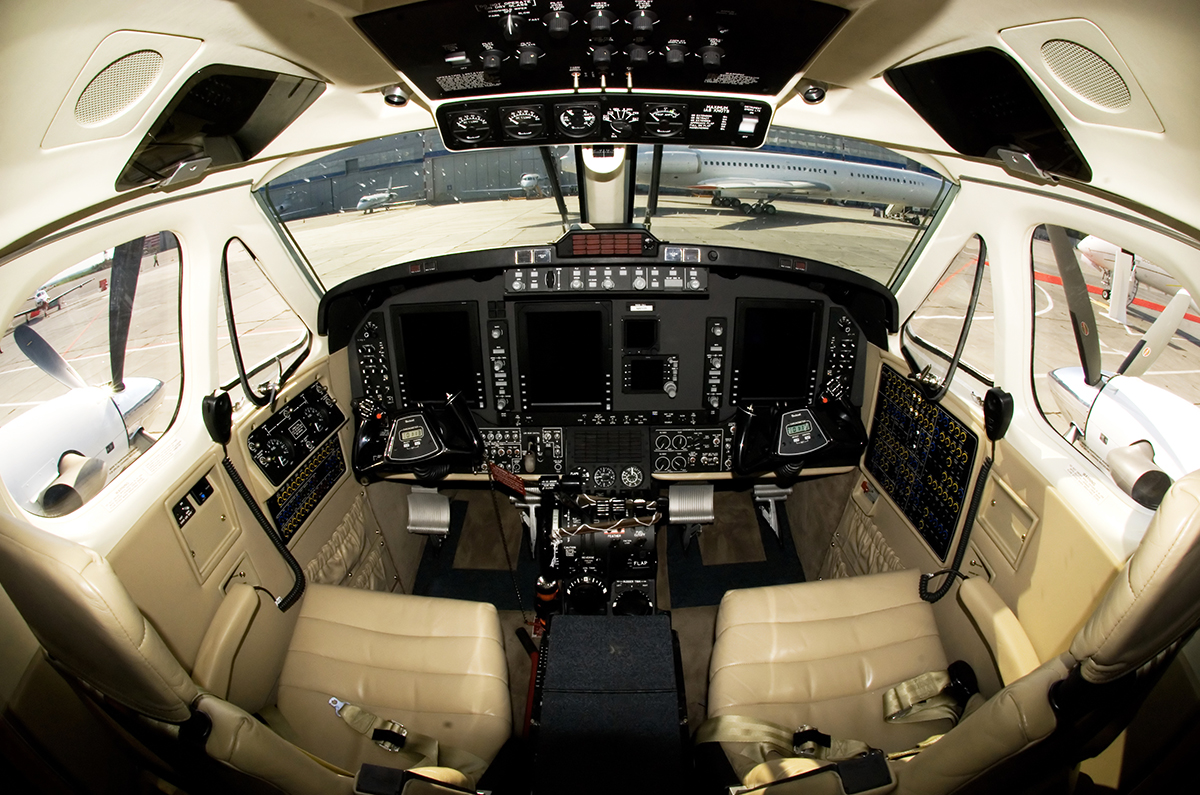
Cockpit einer Hawker Beechcraft 350 King Air (B300) mit Pro-Line-21-Avionikausstattung

Die King Air aus der Beechcraft Family der Beech Aircraft Corporation ist ein zweimotoriges Hochleistungs-Turbopropflugzeug mit Druckkabine. Sie ist ein Geschäftsreiseflugzeug und für bis zu 17 Personen zugelassen, hat aber üblicherweise nur 7 bis 11 Sitzplätze.

## Geschichte

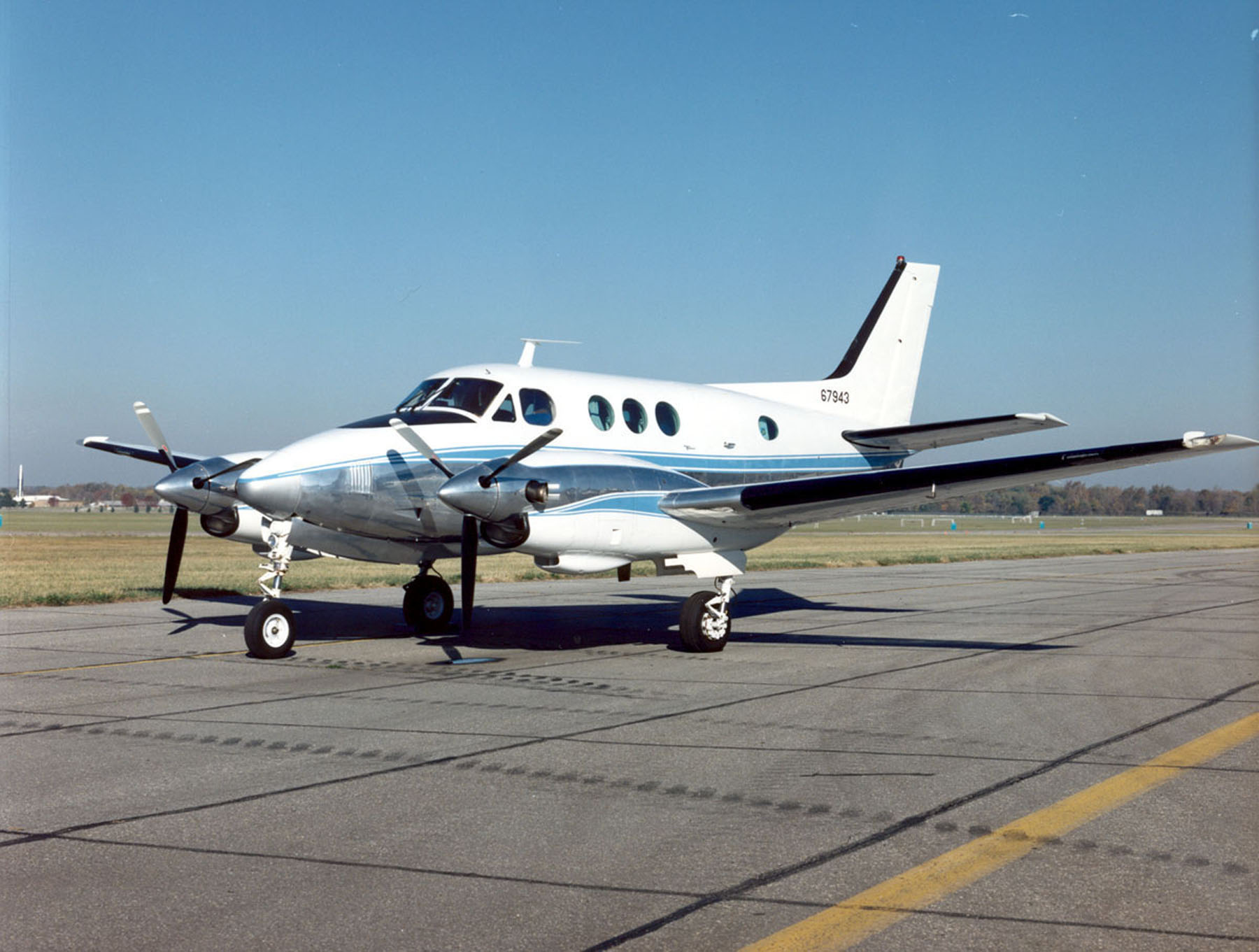
King Air 90 der US Air Force (mittlerweile im USAF Museum)

Die Beech Aircraft Corporation (zwischenzeitlich Hawker Beechcraft), seit 2012 im Besitz des Textron-Mischkonzerns, begann am 15. Mai 1963 mit Testflügen ihres neuen Flugzeugtyps King Air. Im Mai 1964 bekam dieser die Zulassung durch die US-amerikanische Luftfahrtbehörde FAA, am 9. September 1964 wurde die erste Serienmaschine des Typs King Air 90 produziert und Ende 1968 waren schon mehr als 400 Flugzeuge dieses Typs ausgeliefert. Damaliger Kaufpreis: 320.000 US-Dollar.
Im Herbst 1966 bestellte die US-Army 48 King Air 90 im Wert von 10 Millionen US-Dollar als Trainingsflugzeuge.
Am 12. August 1970 wurde an einen kanadischen Händler die 500. King Air ausgeliefert. Im April 1972 folgte ein weiterer Großauftrag der US-Army über 12 Millionen US-Dollar. Unter anderem unterhielt die Trainingsgesellschaft der Lufthansa, die Lufthansa Flight Training in Bremen, Maschinen dieses Typs zur Pilotenschulung, bevor sie Ende der Neunzigerjahre von der Piper PA-42 Cheyenne abgelöst wurden.
Bis 1996 wurden 5000 Flugzeuge vom Typ King Air ausgeliefert, mehr als 1000 davon an Regierungen. Flugzeuge dieses Typs in allen Varianten sind rund um den Globus zu finden.

### 90er-Serie
Am 23. Mai 1969 wurde die leistungsgesteigerte Version King Air 100 eingeführt. Im Laufe der Zeit wurde die King Air weiter verbessert und so entstanden die gegenüber ihren Vorgängerversionen weiter verbesserten Varianten: A90, B90, C90, A100 (als einzige der gesamten Baureihe mit Garrett-Triebwerken anstelle der Triebwerke von Pratt & Whitney), E90, F90-I, F90-II, C90A, C90B, später C90GT und C90GTi (ab da mit Pro Line 21-Avionik). Im Gegensatz zur übrigen Reihe der King Air 90 verfügt die Version F90 über ein T-Leitwerk.
Anfang 2010 hat die C90GTx den Vorgängertyp C90GTi abgelöst. Bei der neuen GTx-Version wurde die maximale Startmasse um 175 kg erhöht, was eine wesentliche Steigerung der Zuladung ermöglicht. Ferner ist die C90GTx serienmäßig mit Winglets ausgestattet, dadurch erhöht sich die Spannweite von 15,32 m auf 16,36 m. Der Listenpreis einer C90GTx liegt bei 3,9 Millionen Dollar.
Am 11. November 2010 rollte die 2000. King Air C90 (eine C90GTx) aus der Fertigungshalle in Wichita. Im März 2021 wurde die Produktion der C90GTx eingestellt.

#### Militärische Versionen
Von der King Air 90 wurden durch die USA verschiedene militärische Varianten eingesetzt. Dazu zählen die nur einmal gebaute VC-6A (später VC-6B), die T-44 "Pegasus" und vor allem die U-21 "Ute". Japan betrieb 27 TC-90, von denen die Philippinen fünf übernahmen.

### 200er-Serie

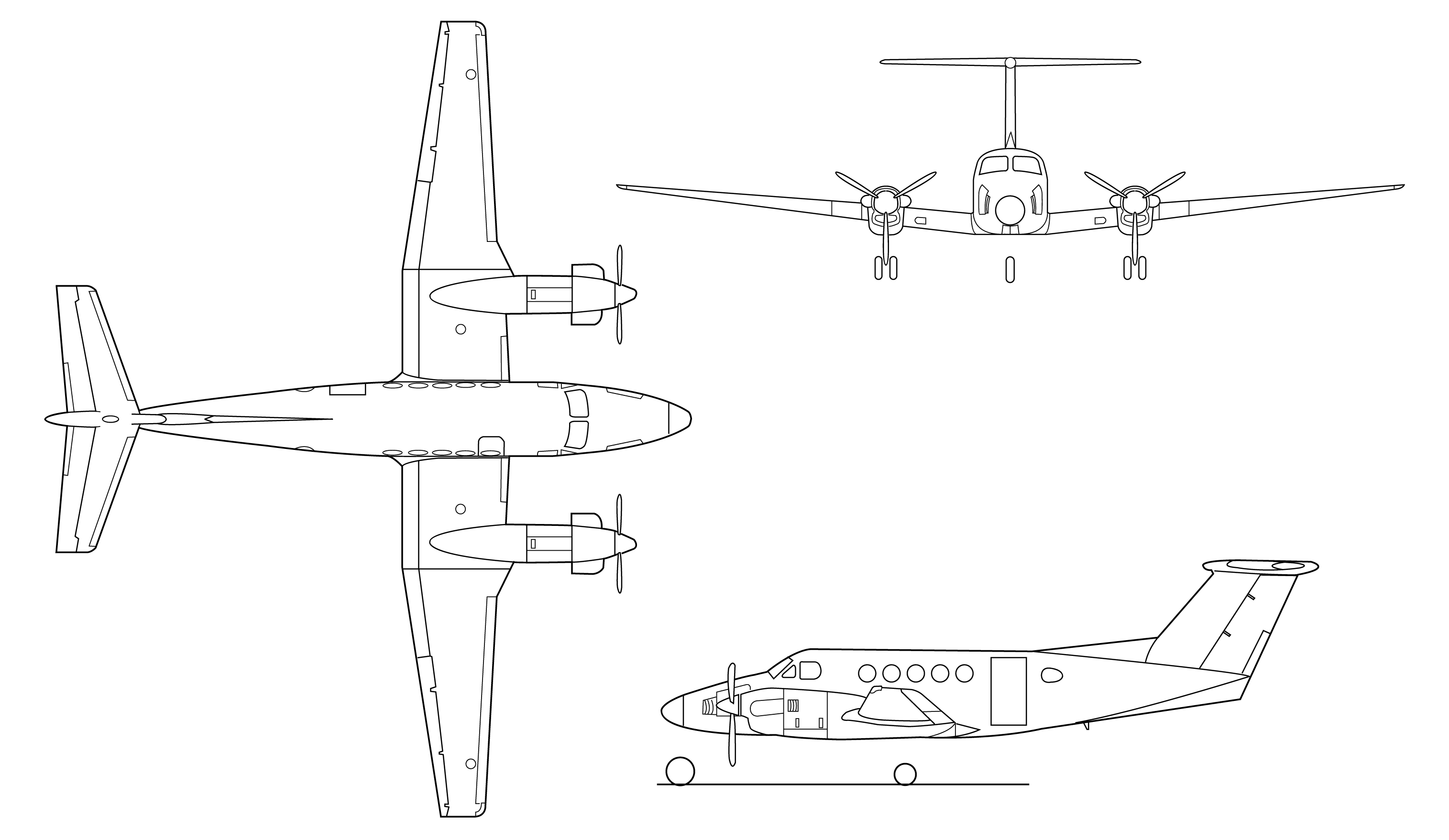
Beechcraft King Air B200

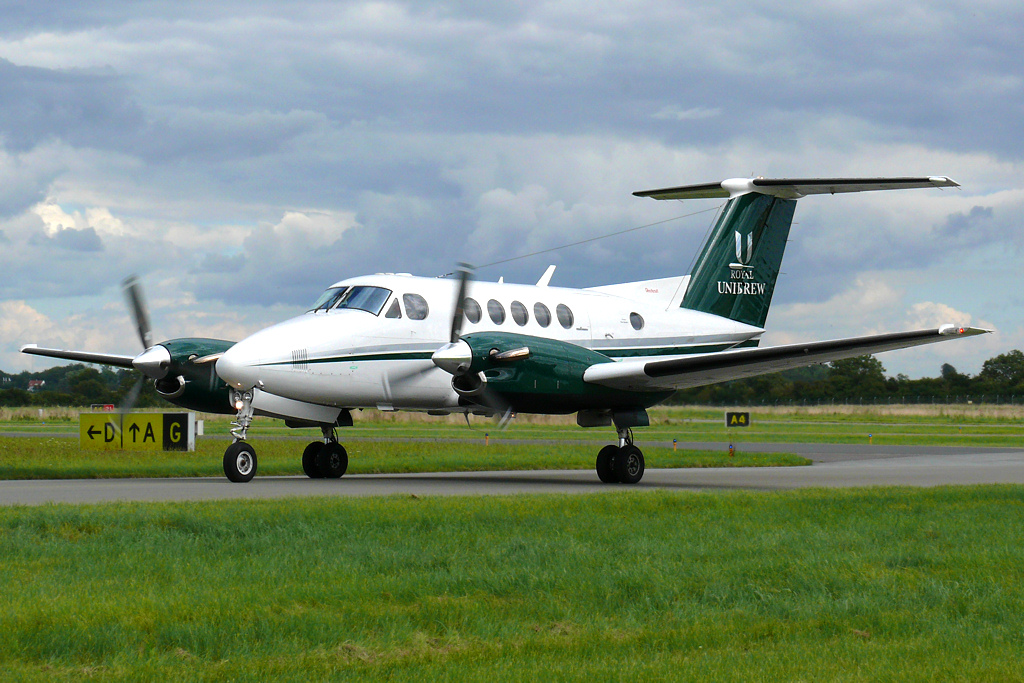
King Air 200

Am 27. Oktober 1972 wurde dann die deutlich größere und auch leistungsstärkere Version King Air 200 eingeführt, die 1984 durch die in Details verbesserte Version B200 (Triebwerk PT6A-42) abgelöst wurde. Diese Maschinen wurden bis 1996 zusammen mit der B300 auch als Super King Air bezeichnet. Der Zusatz Super wurde danach aber wieder gestrichen.
In den Jahren 1989 und 1990 wurden insgesamt 14 Stück B200 in einer 13-sitzigen High-Density-Konfiguration mit einem belly Cargo Pod hergestellt. Diese wurden von Beechcraft als Zubringerflugzeug unter der Bezeichnung Modell 1300 vermarktet.
Ende 2007 erhielt die verbesserte Version King Air B200GT (neues und stärkeres Triebwerk PT6A-52, Preis 5,3 Millionen US-Dollar) ihre Zulassung durch die FAA.
Im Herbst 2010 stellte der Hersteller auf der NBAA den Nachfolger King Air 250 (ebenfalls Triebwerk PT6A-52) vor: Sie ist besonders für große Höhenlagen und hohe Temperaturen (Hot & High) optimiert. Zu den technischen Neuerungen der King Air 250 gehören Winglets, Komposit-Propeller und ein Ram Air Recovery System von Raisbeck (für die Verbesserung von Startstrecke, Steigleistung und maximaler Geschwindigkeit). Bis 2020 waren die King Air B200GT und 250 in Produktion.
Am 2. Dezember 2020 wurde die King Air 260 vorgestellt. Diese Version ist mit einem neuen Wetter-Radar-System und einer neuen automatischen Schubkontrolle ausgestattet. Bis zu neun Passagiere können transportiert werden.

#### Militärische und Special Mission Versionen
Auf der King Air 200 basieren etliche Militärversionen mit der Grundbezeichnung C-12 Huron, die durch die verschiedenen US-Teilstreitkräfte beschafft wurden. Bei den kanadischen Streitkräften wurden zwei gemietete Maschinen unter der Bezeichnung CT-145 eingesetzt.
Von der Super King Air wurden auch die Seeaufklärer-Varianten Model 200T (23 Maschinen) und Model B200T (8 Maschinen) produziert. Zwei Exemplare der 200T übernahm 1977 das französische Institut Géographique National und setzte sie als Vermessungsflugzeuge ein.
Die T-54A "Marlin II" ist eine Variante der King Air 260 zur Schulung von zukünftigen Besatzungen für mehrmotorige Einsatztypen der United States Navy, deren Auslieferung 2024 begann. Insgesamt sind 64 Exemplare bestellt.

### 300er-Serie
Eine gegenüber der King Air 200 leistungsgesteigerte Variante, die King Air 300, machte ihren Erstflug am 3. September 1983 und wurde 1988 von der bis heute größten und leistungsstärksten Version der King Air Familie, der King Air 350 (PT6A-60A Turbine), abgelöst.

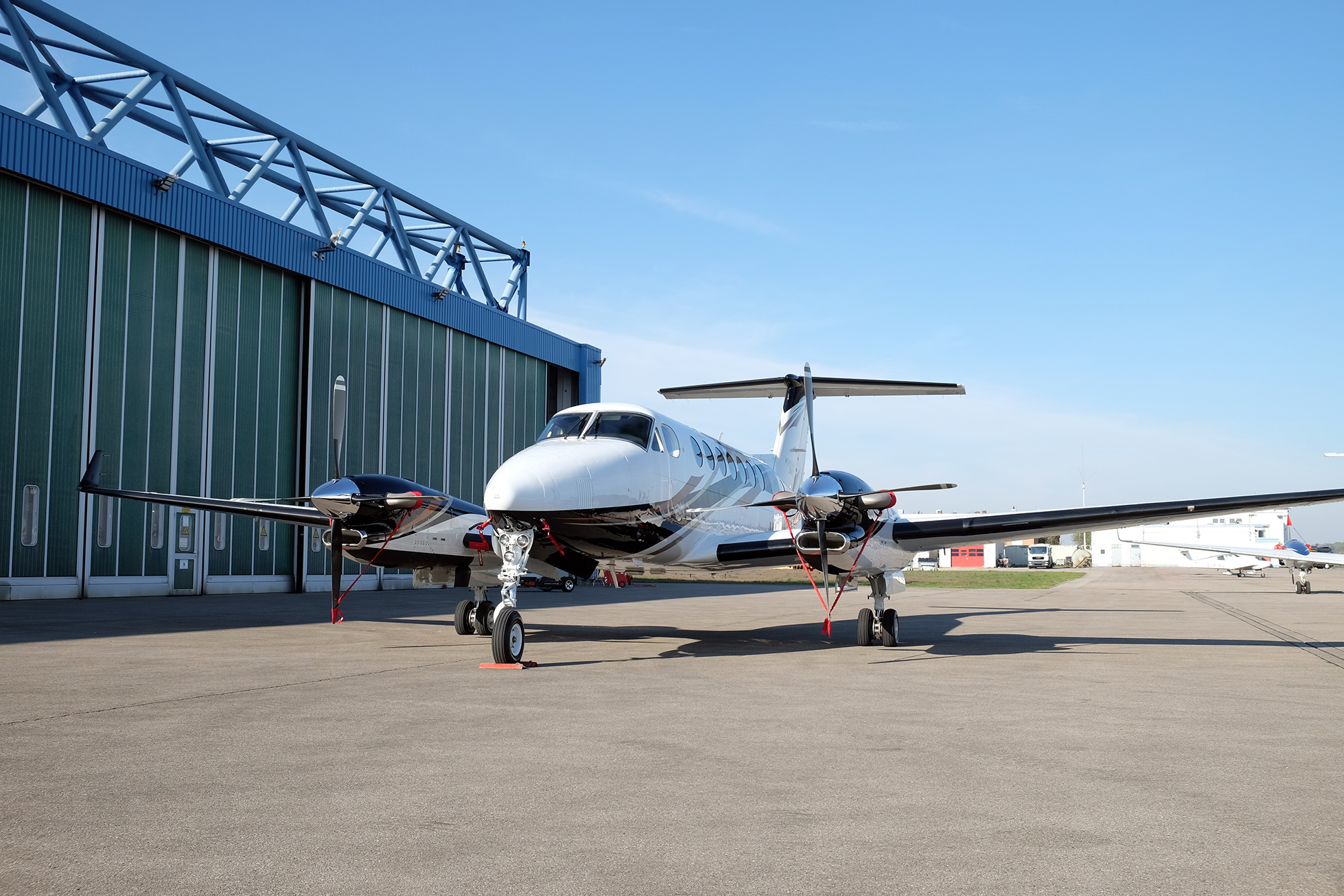
King Air 360

Ende 2007 wurde die verbesserte Version King Air 350ER (Reichweite auf 4760 km gesteigert) eingeführt. Anfang 2010 folgte die Zulassung der King Air 350i durch die EASA und FAA. Die King Air 350i unterscheidet sich von der Basisversion durch eine verbesserte Kabinenausstattung (Multimedia-, Erfrischungs- und flexible Sitzoptionen).
Im August 2020 wurden die King Air 360 und King Air 360ER vorgestellt. Neuerungen sind das Autothrottle-System und ein digitaler Druckregler, der den Kabinendruck regelt. Die erste Maschine wurde im November 2020 ausgeliefert.

#### Militärische Versionen

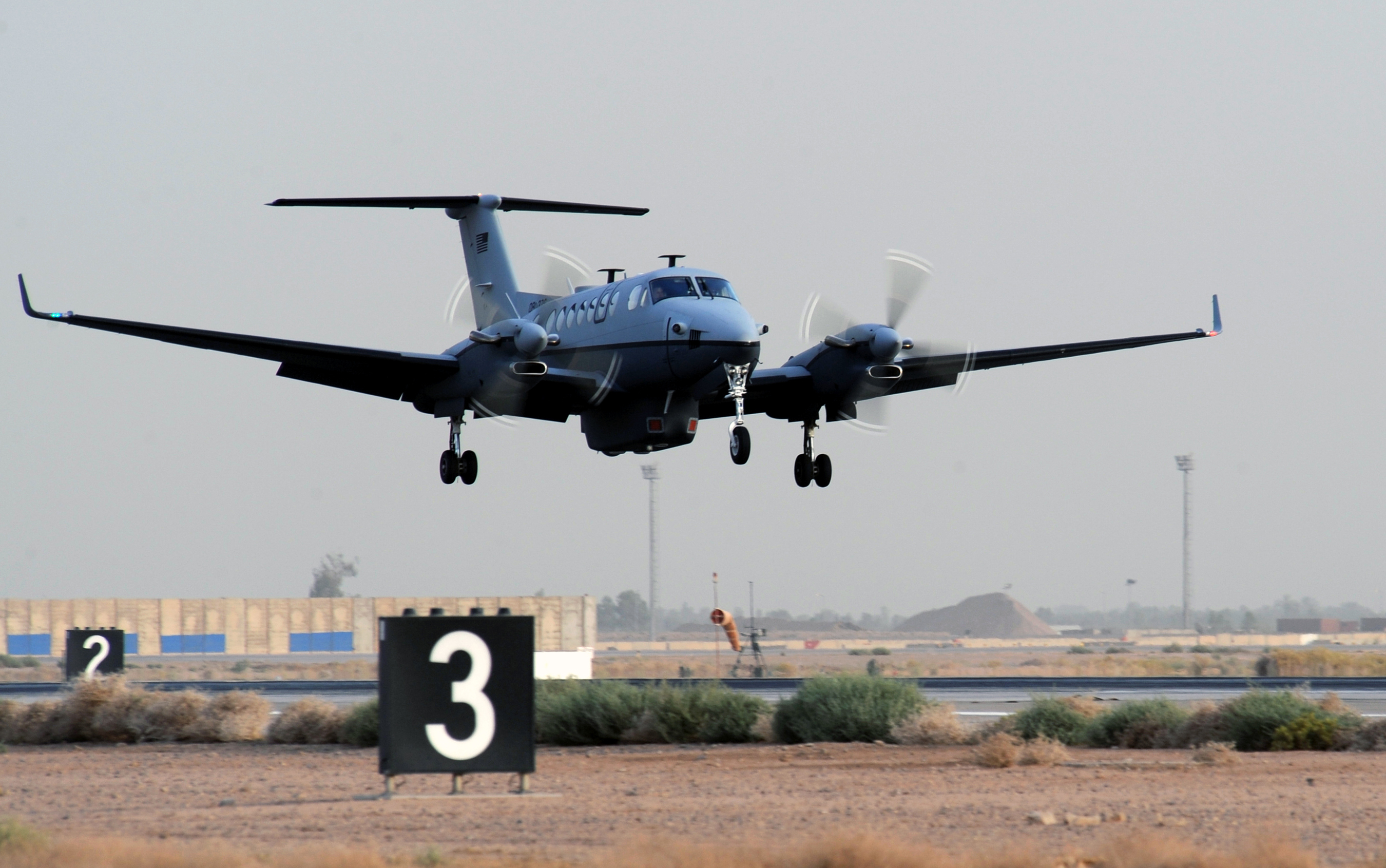
MC-12 Liberty

Auch die größere King Air 350 wird von den Streitkräften der USA genutzt. Zu nennen sind hier die C-12S und UC-12W, Verbindungsflugzeuge der US Army bzw. US Navy, sowie die MC-12W, ein Aufklärungsflugzeug, das auch intensiv in Afghanistan eingesetzt wurde.
Am 10. Juni 2009 hatte die Militärversion MC-12W "Liberty" der King Air 350 ihren ersten Einsatz im Irak. Bei der Maschine handelt es sich um ein bemanntes Überwachungsflugzeug mit SIGINT-Elektronik, einem Wescam-MX-15 Sensorbehälter unter dem Rumpf und zwei Bedienkonsolen in der Kabine. Insgesamt sollten 37 Stück für die US-Streitkräfte angeschafft werden.

### Technische Weiterentwicklung

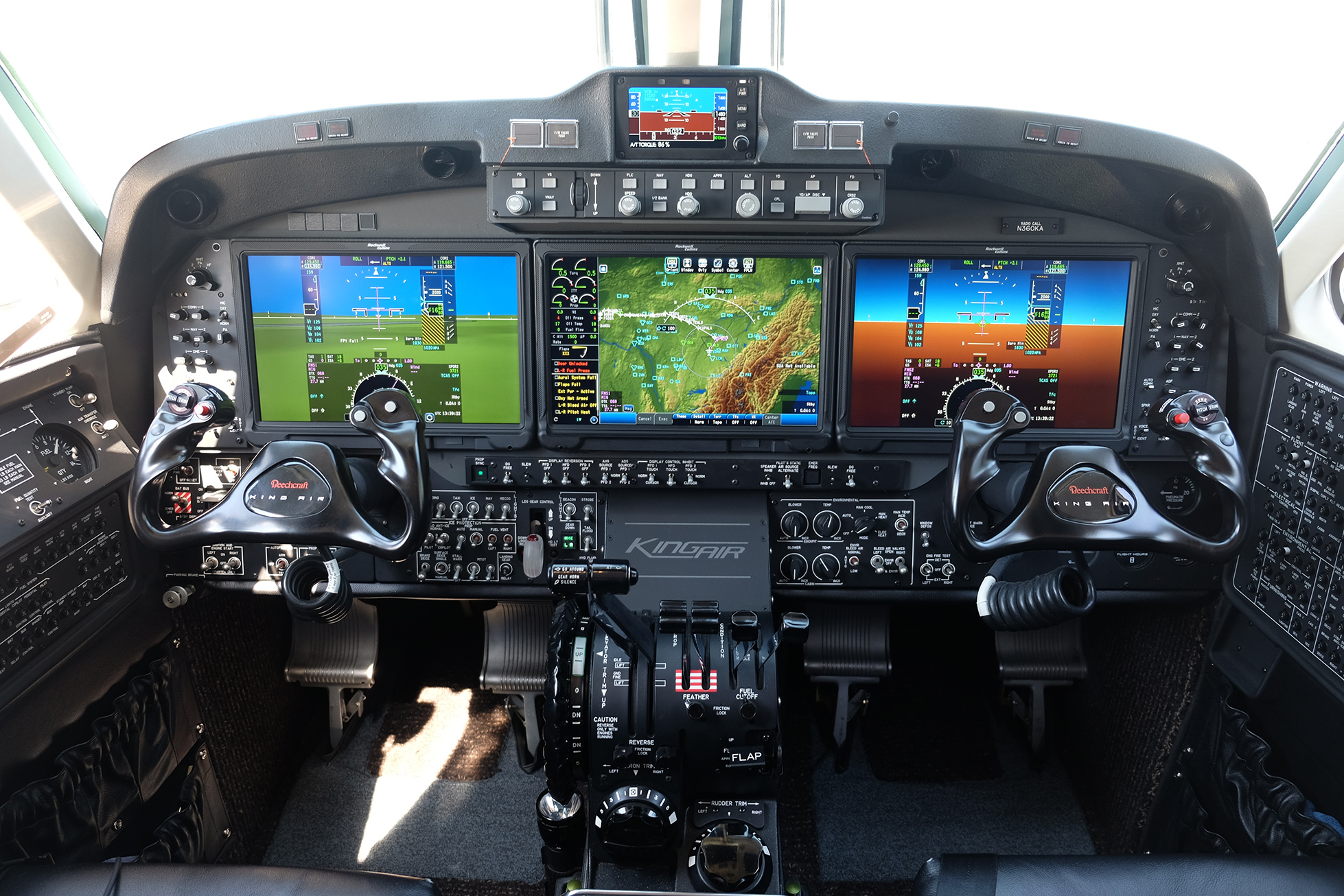
Collins-Pro-Line-Fusion-Avionik (King Air 360)

Die US-amerikanische Federal Aviation Administration hat 2016, die europäische EASA 2018 mit dem Rockwell Collins Pro Line Fusion ein neues Glascockpit mit drei Bildschirmen für bisher mit dem Pro Line 21 ausgerüsteten Maschinen für B200 und B33 zugelassen, wodurch sich mehr Informationen deutlicher im Cockpit darstellen lassen als bisher.

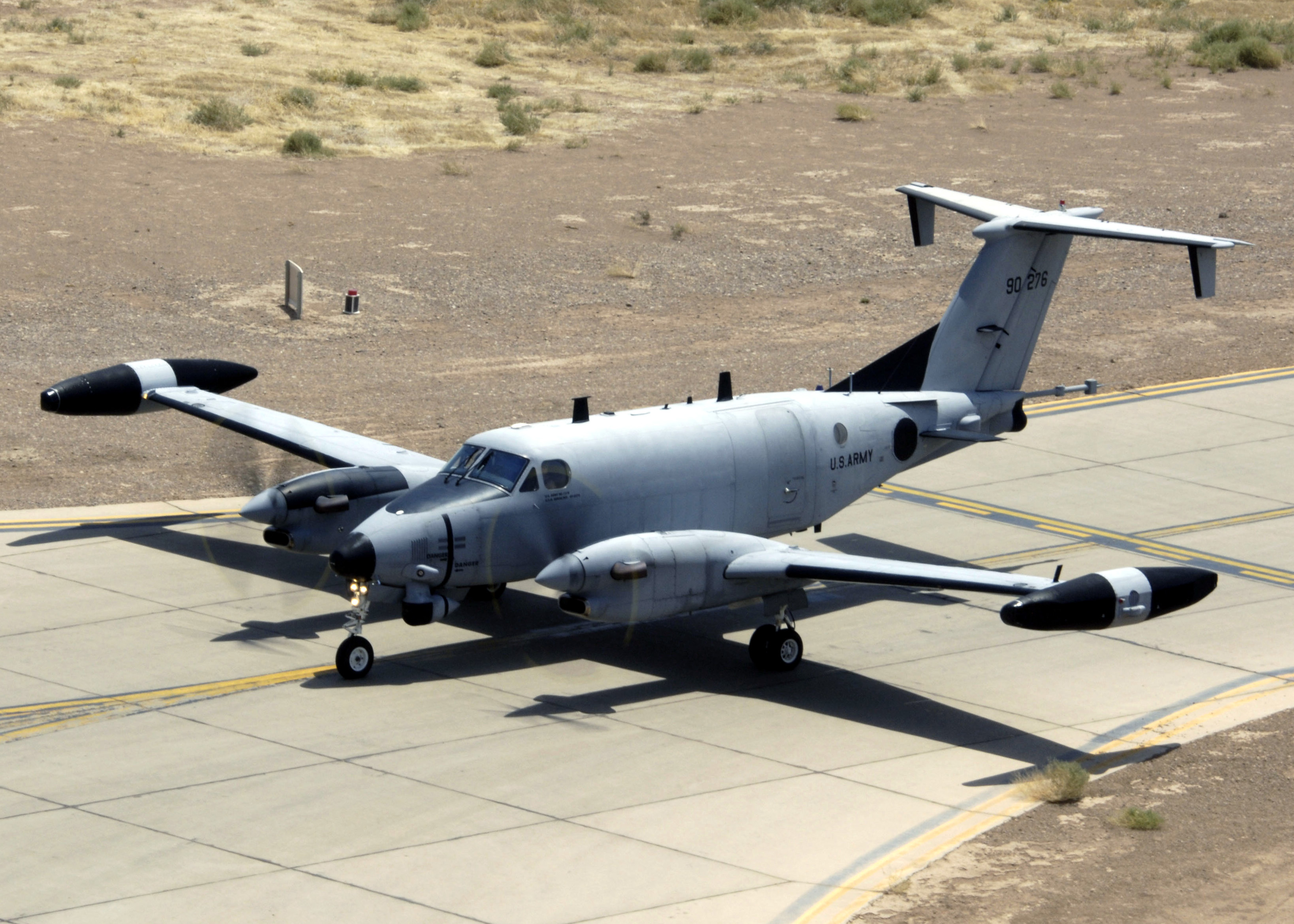
RC-12P

## Militärische Nutzer
Argentinien
 Algerien
 Barbados
 Bolivien
 Chile
 Deutschland
 Ecuador
 Elfenbeinküste
 Frankreich
 Griechenland
 Guatemala
 Israel
 Jamaika
 Japan
 Kanada
 Kolumbien
 Malta (Air Wing)
 Marokko
 Mexiko
 Neuseeland
 Panama (Servicio Nacional Aeronaval (Marineflieger))
 Peru
 Philippinen
 Schweiz
 Sri Lanka
 Spanien
 Uruguay
 Vereinigtes Königreich
 Vereinigte Staaten
 Venezuela

## Zwischenfälle
- Am 22. September 1967 verunglückte eine Beechcraft King Air A90 der Hamburger General Air (Luftfahrzeugkennzeichen D-ILNI). Auf einem Flug von Frankfurt nach Nizza fiel die Bordelektronik komplett aus. Die Maschine kollidierte bei Saluzzo (Italien) mit Bergen. Alle sechs Insassen kamen ums Leben, der Pilot sowie die fünf Passagiere, darunter der Großindustrielle Harald Quandt.[22]

- Am 22. Januar 1971 verunglückte eine Beechcraft King Air B90 der Wanne-Eickeler Baufirma Heitkamp (D-ILTU). Auf einem Flug vom Flughafen Frankfurt zum Heeresflugplatz Fritzlar wurde das Flugzeug in einer Höhe von 650 Metern im Nebel gegen den 798 Meter hohen Altkönig im Taunus geflogen. Durch diesen CFIT (Controlled flight into terrain) kamen alle sechs Insassen ums Leben, beide Piloten und vier Passagiere, darunter die beiden Wattenscheider Politiker Erwin Topp und Georg Schmitz (siehe auch Flugunfall auf dem Altkönig (1971)).[23]

- Am 21. November 1990 flog eine King Air 200 der deutschen GSW Charterflug (D-IGSW) beim Anflug auf den Flughafen Innsbruck, vom Flughafen Triest kommend, gegen den Berg Kellerjoch (Tirol). Beide Besatzungsmitglieder und der deutsche Stahlindustrielle Willy Korf kamen ums Leben.[24]

- Am 22. Dezember 2000 kam der Investmentbanker Edson Mitchell durch den Unfall seines Privatflugzeugs vom Typ Beechcraft King Air B200 (N30EM) ums Leben, ebenso wie der Pilot. Das Flugzeug war auf die Firma Mountain Air Service zugelassen. Laut Untersuchungsbericht ist der Unfall 13 Kilometer südlich des Rangeley Municipal Airport bei Rangeley (Maine) auf einen Pilotenfehler zurückzuführen; es handelte sich um einen CFIT (Controlled flight into terrain).[25]

- Am 14. Februar 2002 flog beim Sarsuragletscher eine King Air 300 der österreichischen Firma Kronospan (D-ICBC) in einen Berg. Die Maschine war im Anflug auf den Schweizer Flugplatz Samedan. Die Piloten verloren jedoch bei kritischen Sichtbedingungen die räumliche Orientierung; das Flugzeug kollidierte mit dem Gelände. Beide Piloten, die einzigen Insassen, wurden getötet.[26][27]

- Am 26. Februar 2004 wurde eine Super King Air 200 (Z3-BAB) mit dem mazedonischen Präsidenten Boris Trajkovski und seinen Begleitern beim Landeanflug auf den Flughafen Mostar in Bosnien und Herzegowina bei schlechtem Wetter aufgrund von Pilotenfehlern in einen Berg nahe Stolac geflogen. Keiner der 9 Menschen an Bord überlebte diesen CFIT (Controlled flight into terrain).[28]

- Am 27. Oktober 2011 verunglückte eine Beechcraft King Air 100 der kanadischen Northern Thunderbird Air (C-GXRX) mit zwei Mann Besatzung und sieben Passagieren an Bord unterwegs vom Flughafen Vancouver nach Kelowna. Kurz nach dem Start von Vancouver gab es Probleme mit dem linken Motor und die Besatzung versuchte, nach Vancouver zurückzukehren. Im Endanflug drehte das Flugzeug plötzlich nach links, stürzte 700 Meter östlich des Flughafens ab und ein Feuer brach aus. Alle Passagiere konnten gerettet werden, aber die beiden Piloten starben an den Folgen des Absturzes.[29]

- Am 23. Januar 2017 kamen beim Flugunfall einer Beechcraft Super King Air 300 des Unternehmens KAAZ LLC aus Tustin, Kalifornien (N385KA) beide Insassen ums Leben, als der Pilot kurz nach dem Start vom Flughafen Tucson (Arizona, USA) die Kontrolle über die Maschine verlor. Toxikologische Untersuchungen ergaben, dass der Pilot unter erheblichem Einfluss von Medikamenten und Drogen gestanden hatte (siehe auch Flugunfall einer Beechcraft King Air auf dem Tucson International Airport 2017).[30][31]

- Am 30. Juni 2019 stürzte in der texanischen Stadt Addison eine private King Air 350 nach Startproblemen in einen leeren Flughafenhangar – keiner der 10 Menschen an Bord überlebte.[32]

## Technische Daten
| Kenngröße            | King Air C90GTx                | Super King Air B200            | Super King Air 350i            |
| -------------------- | ------------------------------ | ------------------------------ | ------------------------------ |
| Hersteller           | Hawker Beechcraft              | Hawker Beechcraft              | Hawker Beechcraft              |
| Baujahre             | 1964–heute                     | 1964–heute                     | 1964–heute                     |
| Besatzung            | 1–2                            | 1–2                            | 1–2                            |
| Passagiere           | 7–8                            | 8–10                           | 9–11                           |
| Länge                | 10,82 m                        | 13,36 m                        | 14,22 m                        |
| Spannweite           | 16,36 m                        | 16,61 m                        | 17,65 m                        |
| Höhe                 | 4,34 m                         | 4,52 m                         | 4,37 m                         |
| Kabinenlänge         | 3,84 m                         | 5,08 m                         | 5,94 m                         |
| Kabinenbreite        | 1,37 m                         | 1,37 m                         | 1,37 m                         |
| Kabinenhöhe          | 1,45 m                         | 1,45 m                         | 1,45 m                         |
| Leermasse            | 3282 kg                        | 3983 kg                        | 4536 kg                        |
| max. Nutzlast        | 0972 kg                        | 1007 kg                        | 1134 kg                        |
| max. Startmasse      | 4756 kg                        | 5670 kg                        | 6804 kg                        |
| Reisegeschwindigkeit | 504 km/h (272 kt)              | 570 km/h (308 kt)              | 580 km/h (313 kt)              |
| max. Reichweite      | 2426 km (1310 NM)              | 2954 km (1595 NM)              | 3343 km (1805 NM)              |
| Dienstgipfelhöhe     | 9144 m (30.000 ft)             | 10.668 m (35.000 ft)           | 10.668 m (35.000 ft)           |
| Triebwerke           | 2 × Pratt & Whitney Canada PT6 | 2 × Pratt & Whitney Canada PT6 | 2 × Pratt & Whitney Canada PT6 |